# Avery Dulles
Avery Robert Dulles SJ (ur. 24 sierpnia 1918 w Auburn, Nowy Jork, zm. 12 grudnia 2008 w Nowym Jorku) – amerykański duchowny katolicki, jezuita, teolog, kardynał.

## Życiorys
Pochodził z rodziny znanych polityków amerykańskich; jego ojcem był John Foster Dulles (sekretarz stanu), stryjem Allen Welsh Dulles (dyrektor CIA), a pradziadami John Watson Foster (sekretarz stanu) i Theodore Medad Pomeroy (spiker Izby Reprezentantów). Avery Robert Dulles kształcił się w szkołach prywatnych w Szwajcarii i Nowej Anglii; wychowany jako prezbiterianin, później skłonił się ku agnostycyzmowi, wiarę katolicką przyjął w 1940. W 1936 podjął studia na Harvardzie. Po ukończeniu uniwersytetu służył w wywiadzie, za zasługi dla współpracy marynarki amerykańskiej i francuskiej otrzymał Croix de Guerre (1945). W 1945 w Neapolu zaraził się polio.
W sierpniu 1946 wstąpił do jezuitów (SJ). 16 czerwca 1956 przyjął święcenia kapłańskie z rąk kardynała Francisa Spellmana, arcybiskupa Nowego Jorku. Wykładał filozofię na Uniwersytecie Fordham w Nowym Jorku, był także moderatorem Sodalicji Mariańskiej dla studentów pierwszych lat (współpracował z przyszłym arcybiskupem Waszyngtonu Theodore McCarrickiem). W późniejszych latach był profesorem Woodstock College oraz Katolickiego Uniwersytetu Ameryki w Waszyngtonie, a na Uniwersytecie Fordham wykładał nauki społeczne i religię. W latach 1991–1997 zasiadał w Międzynarodowej Komisji Teologicznej. Wykładał ponadto gościnnie na kilkunastu innych uczelniach.
Jest uważany za jednego z najwybitniejszych współczesnych teologów katolickich USA. W swoich książkach (wydał ich ponad 20) oraz artykułach (ponad 650) zajmował się problematyką ekumenizmu oraz dorobkiem Soboru Watykańskiego II. Pełnił funkcję prezydenta Katolickiego Towarzystwa Teologicznego Ameryki oraz prezydenta Amerykańskiego Towarzystwa Teologicznego (założonego przez grupę teologów protestanckich, w tym Allena Mary Dullesa, jego dziada, czołowego teologa prezbiteriańskiego). Odebrał ponad 20 doktoratów honoris causa, głównie uczelni amerykańskich.
21 lutego 2001 Jan Paweł II mianował go kardynałem, nadając diakonię Santissimi Nomi di Gesù e Maria in via Lata. O. Dulles miał wówczas już 82 lata i ze względu na wiek został zwolniony z obowiązku przyjęcia sakry biskupiej, nie miał również nigdy prawa udziału w konklawe.

## Publikacje
- Avery Dulles SJ, Posługa kapłańska w świecie współczesnym. Refleksje teologiczne, przeł. Barbara Żak, eSPe, Kraków 2005, ss. 132, ISBN 83-89645-17-3.